# HMS Conqueror (1911)
O HMS Conqueror foi um couraçado operado pela Marinha Real Britânica e a terceira embarcação da Classe Orion, depois do HMS Orion e HMS Monarch, e seguido pelo HMS Thunderer. Sua construção começou em abril de 1910 na William Beardmore and Co. e foi lançado ao mar em maio de 1911, sendo comissionado em novembro do ano seguinte. Era armado com uma bateria principal de dez canhões de 343 milímetros em cinco torres de artilharia duplas, tinha um deslocamento de 26 mil toneladas e conseguia alcançar uma velocidade máxima de 21 nós.
O Conqueror teve um início de carreira tranquilo e passou seus primeiros anos na Frota Doméstica. Com o início da Primeira Guerra Mundial em 1914 integrou a Grande Frota, porém pouco fez durante todo o conflito e passou a maior parte de seu tempo realizando patrulhas de rotina e treinamentos no Mar do Norte. Sua única ação ocorreu na virada de maio para junho de 1916 na Batalha da Jutlândia. Foi tirado do serviço depois do fim da guerra e colocado na reserva em 1919, permanecendo sem uso até ser descomissionado em 1922 e desmontado no ano seguinte.